# Sascha Delbrouck
Sascha Delbrouck (Keulen, 12 juni 1969) is een Duitse bassist en componist in de jazz, blues- en rockmuziek.

## Biografie
Delbrouck begon op zijn zestiende contrabas en elektrische basgitaar te spelen. Hij studeerde popmuziek aan de Hochschule für Musik Hamburg, aan de Folkwangschule in Essen (bij Michinori Bunya) en, tot 1996, contrabas aan de Musikhochschule Köln (bij Wolfgang Güttler, John Goldsby en Dieter Manderscheid). In 1992 was hij lid van de Landesjugendbigband Rheinland Pfalz onder leiding van Georg Ruby, tot 1995 maakte hij deel uit van BuJazzO, waarmee hij ook in het buitenland toerde, onder meer in Amerika.
Vanaf 1994 leidde hij de Delbroux Bass Society, waarmee hij drie albums opnam en optrad tijdens de Leverkusener Jazztagen (1998). Daarnaast speelde hij tot 2001 in het kwartet van blokfluitiste Nadja Schubert, waarmee hij onder meer optrad op het Bachfest Leipzig en drie platen maakte. Hij begeleidde Amy Antin, trad in 2001 op in de film Liebe macht blind en richtte de Flying Groove Cowboys op. Met Nadja Schubert speelde hij in het duo recorder & bass. In 2004/2005 en 2007 trad hij met Birth Control op in Duitsland en België. Sinds 2004 is hij lid van de band van Udo Schild. Hij componeerde voor de Electric Band van Nadja Schubert. Hij werkte samen met Richard Bargel en toerde sinds 2012 met de groep van Major Heuser.